# Amarakaeri jezik
Amarakaeri jezik (ISO 639-3: amr), jezik Amarakaeri Indijanaca koji se govori uz rijeke Madre de Dios i Colorado u prašumama istočnog Perua. Etnički su podijeljeni na podgrupe Kochimberi, Küpondirideri, Wíntaperi, Wakitaneri i Kareneri.
Amarakaeri pripada porodici harakmbet čiji je još jedini predstavnik jezik huachipaeri [hug]. 500 govornika (1987 SIL). Dijalekt Kisambaeri nosi ime plemena koje danas živi sa Sapiterima na rijeci Pukiri.

## Vanjske poveznice
- Ethnologue (14th)
- Ethnologue (15th)